# Unfair (chanson)
Pour les articles homonymes, voir Unfair (homonymie).
Singles de EXO
Sing for You
(2015) Lucky One
(2016)
Unfair (coréen : 불공평해 ; chinois : 偏心) est un single du boys band sud-coréano-chinois EXO, sorti le 10 décembre 2015 en coréen et en mandarin, issu de leur mini-album Sing for You.

## Contexte et sortie
Produit par Beat & Keys, "Unfair" est décrit comme une chanson "pop" avec une mélodie branché et brillante qui parle d'un garçon qui exprime ses sentiments à la fille qu'il aime et la décrivant comme "injuste".

## Promotion
EXO a commencé à faire la promotion de "Unfair" dans plusieurs émissions musicales sud-coréennes le 18 décembre 2015. Le groupe l'a par la suite intégré au programme de leur seconde tournée « EXO'luXion », leur troisième tournée « EXO'rDIUM » ainsi que leur cinquième tournée « EXpℓOration ».

## Succès commercial
"Unfair" a pris la dixième place sur le Gaon Digital Chart et la neuvième place au US World Digital Songs. C'est la première chanson de K-pop à être classée dans la liste de sélection du meilleur de la semaine de l'Apple Music des États-Unis. 

## Classements

### Classements hebdomadaires
| Classements                        | Meilleure position |
| ---------------------------------- | ------------------ |
| South Korea (Gaon)                 | 10                 |
| US World Digital Songs (Billboard) | 9                  |

### Classement mensuel
| Classement                  | Meilleure position |
| --------------------------- | ------------------ |
| South Korean singles (Gaon) | 22                 |

## Ventes
| Pays               | Ventes  |
| ------------------ | ------- |
| South Korea (Gaon) | 515 703 |